# Fontaine-lès-Vervins
Pour les articles homonymes, voir Fontaine.
Fontaine-lès-Vervins est une commune française située dans le département de l'Aisne, en région Hauts-de-France.

## Géographie

### Localisation
- 1Carte dynamique
- 2Carte OpenStreetMap
- 3Carte topographique
- 4Carte avec les communes environnantes

Fontaine-lès-Vervins est un village de l'Aisne situé à 44 km à l'est de Saint-Quentin, 60 km à l'ouest de Charleville-Mézières, 67 km au nord de Reims, 105 km au sud-est de Lille et 158 km au nord-est de Paris à vol d'oiseau.

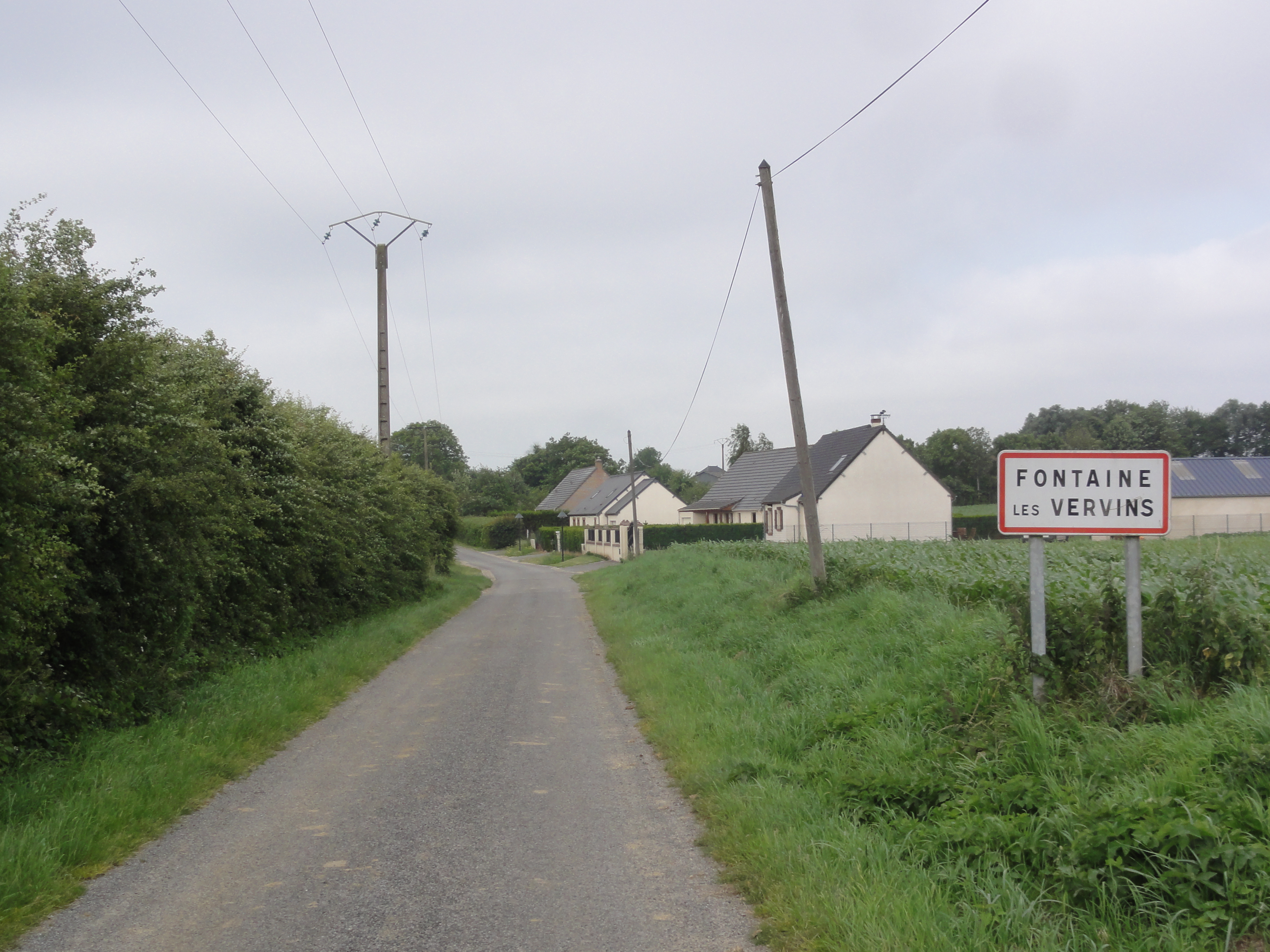
Entrée de Fontaine-lès-Vervins.
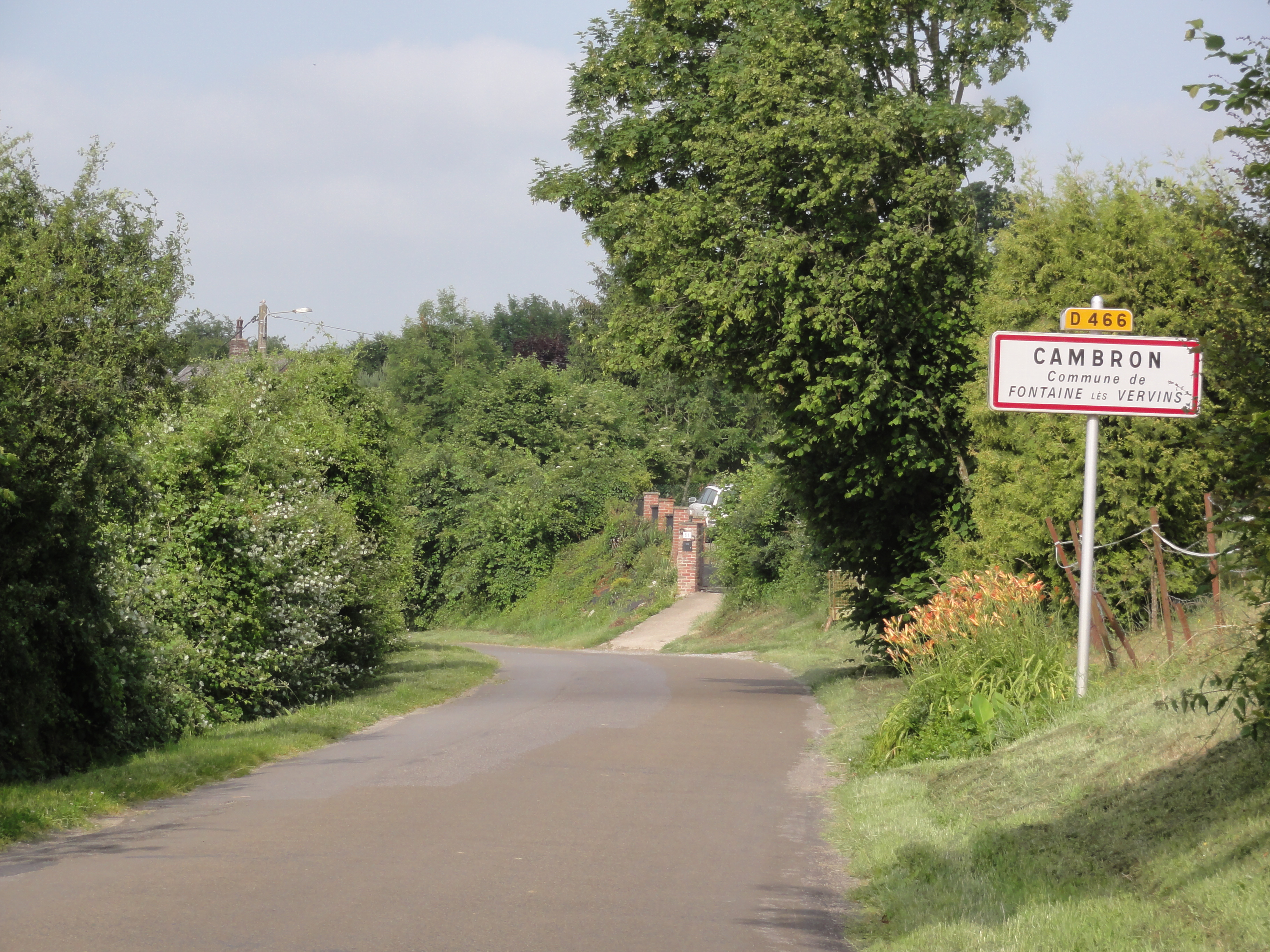
Entrée de Cambron, hameau dépendant de Fontaine-lès-Vervins.

### Communes limitrophes
| Laigny   | Étréaupont           |              |
| Voulpaix | Fontaine-lès-Vervins | La Bouteille |
| Gercy    |                      | Vervins      |

Fontaine-lès-Vervins partage une zone industrielle avec la ville de Vervins.
|  |  |  |

### Voies de transport et communication
Le village est traversé par la route nationale 2 qui relie Paris à la frontière franco-belge.

### Hydrographie
La commune est située dans le bassin Seine-Normandie. Elle est drainée par le Chertemps, le ruisseau Simone et un autre petit cours d'eau,.

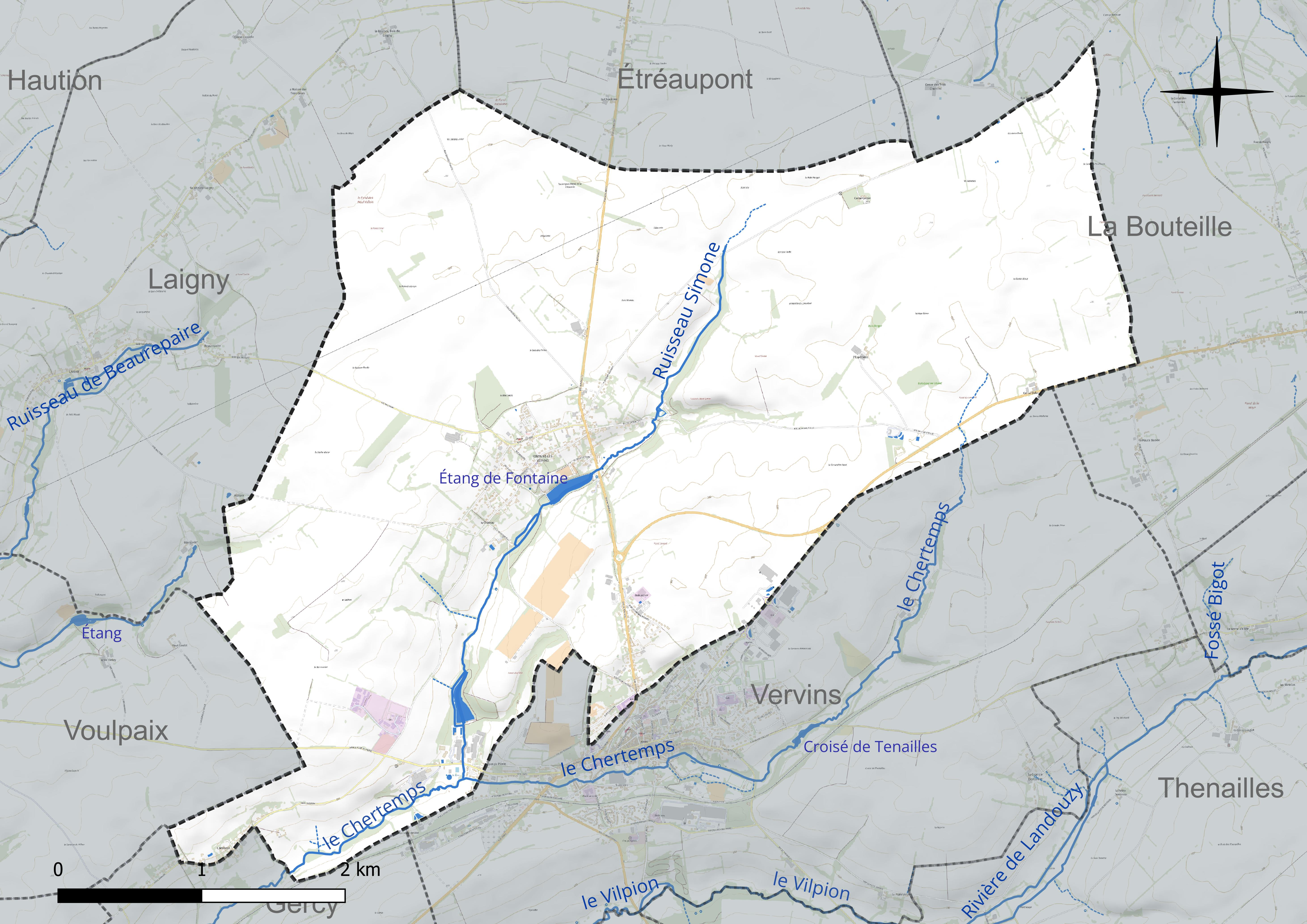
Réseau hydrographique de Fontaine-lès-Vervins.

Deux plans d'eau complètent le réseau hydrographique : le plan d'eau de la commune de Fontaine-les-Vervins (2,1 ha) et l'étang de Fontaine (2,6 ha),.

### Climat
Pour des articles plus généraux, voir Climat des Hauts-de-France et Climat de l'Aisne.
En 2010, le climat de la commune est de type climat des marges montargnardes, selon une étude du CNRS s'appuyant sur une série de données couvrant la période 1971-2000. En 2020, Météo-France publie une typologie des climats de la France métropolitaine dans laquelle la commune est exposée à un climat océanique altéré et est dans la région climatique Nord-est du bassin Parisien, caractérisée par un ensoleillement médiocre, une pluviométrie moyenne régulièrement répartie au cours de l'année et un hiver froid (3 °C).
Pour la période 1971-2000, la température annuelle moyenne est de 9,5 °C, avec une amplitude thermique annuelle de 15,2 °C. Le cumul annuel moyen de précipitations est de 894 mm, avec 12,7 jours de précipitations en janvier et 10 jours en juillet. Pour la période 1991-2020, la température moyenne annuelle observée sur la station météorologique installée sur la commune est de 10,5 °C et le cumul annuel moyen de précipitations est de 826,3 mm,. Pour l'avenir, les paramètres climatiques de la commune estimés pour 2050 selon différents scénarios d'émission de gaz à effet de serre sont consultables sur un site dédié publié par Météo-France en novembre 2022.
| Mois                                  | jan.            | fév.             | mars          | avril         | mai             | juin         | jui.           | août           | sep.           | oct.          | nov.             | déc.             | année     |
| ------------------------------------- | --------------- | ---------------- | ------------- | ------------- | --------------- | ------------ | -------------- | -------------- | -------------- | ------------- | ---------------- | ---------------- | --------- |
| Température minimale moyenne (°C)     | 0,8             | 0,9              | 3,1           | 5,2           | 8,6             | 11,5         | 13,5           | 13,4           | 10,7           | 7,8           | 4,1              | 1,5              | 6,8       |
| Température moyenne (°C)              | 3               | 3,6              | 6,8           | 9,8           | 13,3            | 16,2         | 18,4           | 18,3           | 15             | 11,1          | 6,5              | 3,6              | 10,5      |
| Température maximale moyenne (°C)     | 5,3             | 6,3              | 10,4          | 14,3          | 17,9            | 20,9         | 23,4           | 23,2           | 19,4           | 14,4          | 9                | 5,8              | 14,2      |
| Record de froid (°C) date du record   | −16 07.01.09    | −14,5 07.02.1991 | −11 13.03.13  | −4,2 07.04.21 | −0,3 08.05.1997 | 2 01.06.1989 | 5,8 11.07.1993 | 5,2 28.08.1998 | 1,9 29.09.1995 | −4,6 24.10.03 | −10,3 22.11.1988 | −11,9 29.12.1996 | −16 2009  |
| Record de chaleur (°C) date du record | 14,2 05.01.1999 | 19,3 26.02.19    | 24,5 31.03.21 | 27,9 26.04.07 | 30,9 28.05.17   | 34 28.06.11  | 39,5 25.07.19  | 36,7 12.08.03  | 33,7 15.09.20  | 26,2 01.10.11 | 18,6 02.11.20    | 15,4 31.12.22    | 39,5 2019 |
| Précipitations (mm)                   | 75,3            | 62,1             | 62            | 49,9          | 63,3            | 66,8         | 70,6           | 80,8           | 58,6           | 71,1          | 74               | 91,8             | 826,3     |

## Urbanisme

### Typologie
Au 1er janvier 2024, Fontaine-lès-Vervins est catégorisée commune rurale à habitat dispersé, selon la nouvelle grille communale de densité à 7 niveaux définie par l'Insee en 2022.
Elle appartient à l'unité urbaine de Vervins, une agglomération intra-départementale dont elle est une commune de la banlieue,. Par ailleurs la commune fait partie de l'aire d'attraction de Vervins, dont elle est une commune de la couronne,. Cette aire, qui regroupe 21 communes, est catégorisée dans les aires de moins de 50 000 habitants,.

### Occupation des sols
L'occupation des sols de la commune, telle qu'elle ressort de la base de données européenne d'occupation biophysique des sols Corine Land Cover (CLC), est marquée par l'importance des territoires agricoles (94,8 % en 2018), en diminution par rapport à 1990 (95,8 %). La répartition détaillée en 2018 est la suivante : 
terres arables (66,2 %), prairies (28,6 %), zones urbanisées (5,2 %).
L'évolution de l'occupation des sols de la commune et de ses infrastructures peut être observée sur les différentes représentations cartographiques du territoire : la carte de Cassini (XVIIIe siècle), la carte d'état-major (1820-1866) et les cartes ou photos aériennes de l'IGN pour la période actuelle (1950 à aujourd'hui).

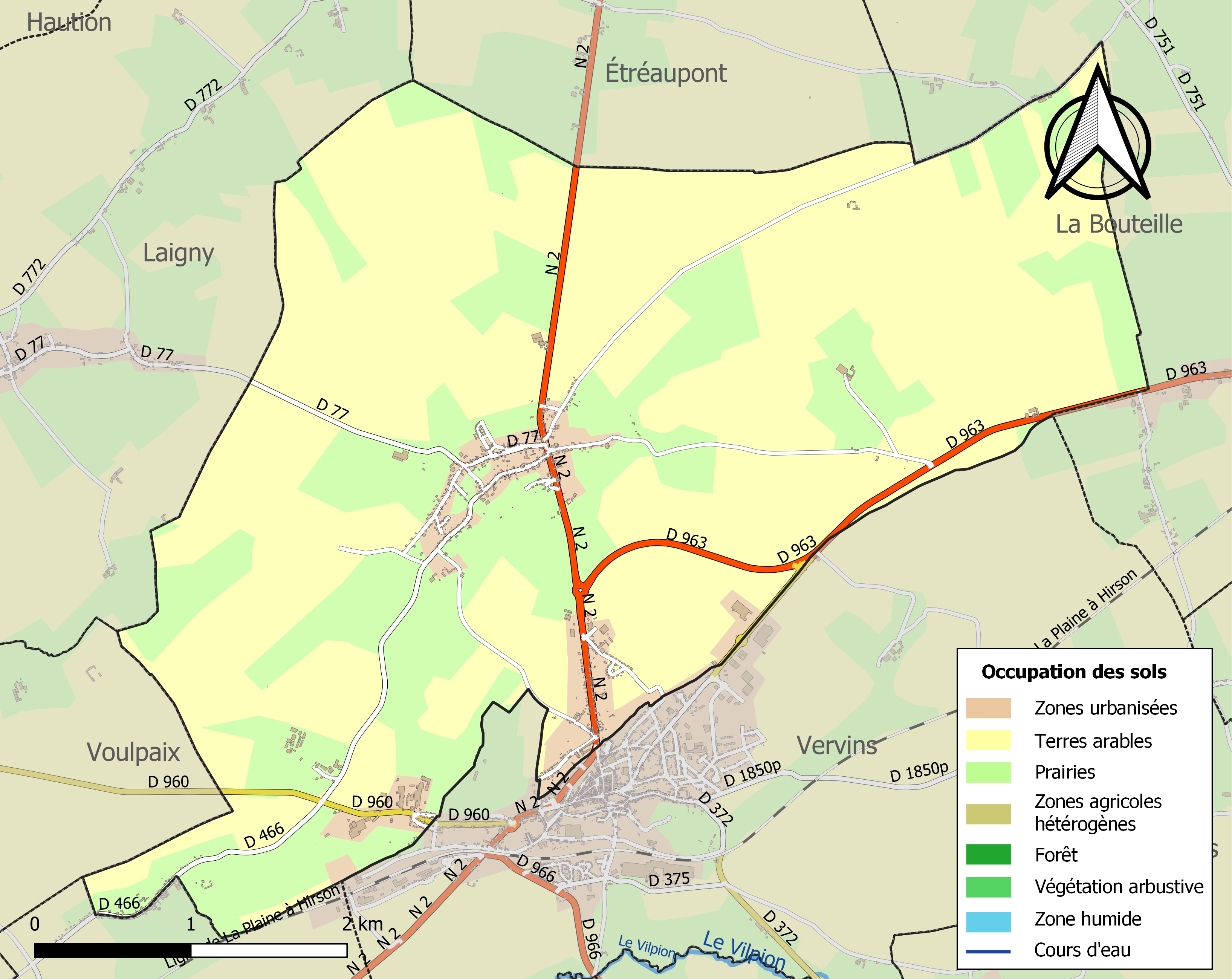
Carte de l'occupation des sols de la commune en 2018 (CLC).

## Toponymie
Le nom de la localité est attesté sous les formes Fontes-Regie (1136) ; Fontanis (1180) ; Fontainnes (1209) ; Funtanis (1261) ; Fontainnez (1340) ; Fontaines (1385) ; Fontaine-lez-Vrevin (1411) ; Fontaines-les-Vervin (1498) ; Fontaine-les-Vervins (1709).
Une fontaine est d'abord le lieu d'une source, d'une « eau vive qui sort de terre », selon le premier dictionnaire de l'Académie française.
La préposition « lès » permet de signifier la proximité d'un lieu géographique par rapport à un autre lieu. la commune de Fontaine indique qu'elle se situe près de Vervins.

## Politique et administration

### Découpage territorial
La commune de Fontaine-lès-Vervins est membre de la communauté de communes de la Thiérache du Centre, un établissement public de coopération intercommunale (EPCI) à fiscalité propre créé le 31 décembre 1992 dont le siège est à La Capelle. Ce dernier est par ailleurs membre d'autres groupements intercommunaux.
Sur le plan administratif, elle est rattachée à l'arrondissement de Vervins, au département de l'Aisne et à la région Hauts-de-France. Sur le plan électoral, elle dépend du  canton de Vervins pour l'élection des conseillers départementaux, depuis le redécoupage cantonal de 2014 entré en vigueur en 2015, et de la troisième circonscription de l'Aisne  pour les élections législatives, depuis le dernier découpage électoral de 2010.

### Administration municipale
| Période                                  | Période                   | Identité       | Étiquette | Qualité                                                                                |
| ---------------------------------------- | ------------------------- | -------------- | --------- | -------------------------------------------------------------------------------------- |
| Les données manquantes sont à compléter. |                           |                |           |                                                                                        |
| mars 1959                                | mars 1983                 | Henri Duflot   | DVD       | Exploitant forestier, agriculteur, conseiller général du canton de Vervins (1973-1979) |
| mars 1989                                | février 2000              | Michel Goupil  |           |                                                                                        |
| mars 2000                                | 2003                      | Gervais Cauet  |           |                                                                                        |
| 2003                                     | En cours (au 28 mai 2020) | Laurent Marlot | LR        | Entrepreneur en bâtiments Réélu pour le mandat 2020-2026,                              |

## Démographie
L'évolution du nombre d'habitants est connue à travers les recensements de la population effectués dans la commune depuis 1793. Pour les communes de moins de 10 000 habitants, une enquête de recensement portant sur toute la population est réalisée tous les cinq ans, les populations de référence des années intermédiaires étant quant à elles estimées par interpolation ou extrapolation. Pour la commune, le premier recensement exhaustif entrant dans le cadre du nouveau dispositif a été réalisé en 2004.

En 2022, la commune comptait 866 habitants, en évolution de −6,48 % par rapport à 2016 (Aisne : −1,97 %, France hors Mayotte : +2,11 %).
| 1793 | 1800 | 1806 | 1821 | 1831 | 1836 | 1841 | 1846 | 1851 |
| ---- | ---- | ---- | ---- | ---- | ---- | ---- | ---- | ---- |
| 825  | 911  | 937  | 920  | 901  | 899  | 923  | 995  | 970  |

| 1856 | 1861 | 1866 | 1872 | 1876 | 1881 | 1886 | 1891 | 1896 |
| ---- | ---- | ---- | ---- | ---- | ---- | ---- | ---- | ---- |
| 941  | 954  | 900  | 909  | 896  | 904  | 882  | 925  | 881  |

| 1901 | 1906 | 1911 | 1921 | 1926 | 1931 | 1936 | 1946 | 1954 |
| ---- | ---- | ---- | ---- | ---- | ---- | ---- | ---- | ---- |
| 834  | 815  | 838  | 973  | 860  | 867  | 867  | 843  | 775  |

| 1962 | 1968 | 1975 | 1982 | 1990 | 1999 | 2004 | 2006 | 2009 |
| ---- | ---- | ---- | ---- | ---- | ---- | ---- | ---- | ---- |
| 720  | 763  | 753  | 822  | 838  | 811  | 903  | 932  | 969  |

| 2014 | 2019 | 2022 | - | - | - | - | - | - |
| ---- | ---- | ---- | - | - | - | - | - | - |
| 938  | 901  | 866  | - | - | - | - | - | - |

## Lieux et monuments
Sont classés aux monuments historiques sur la commune :
- l'ancien château de Cambron avec sa tour du XVe siècle depuis 1928 ;
- le clocher de l'église Saint-Martin depuis 1927.

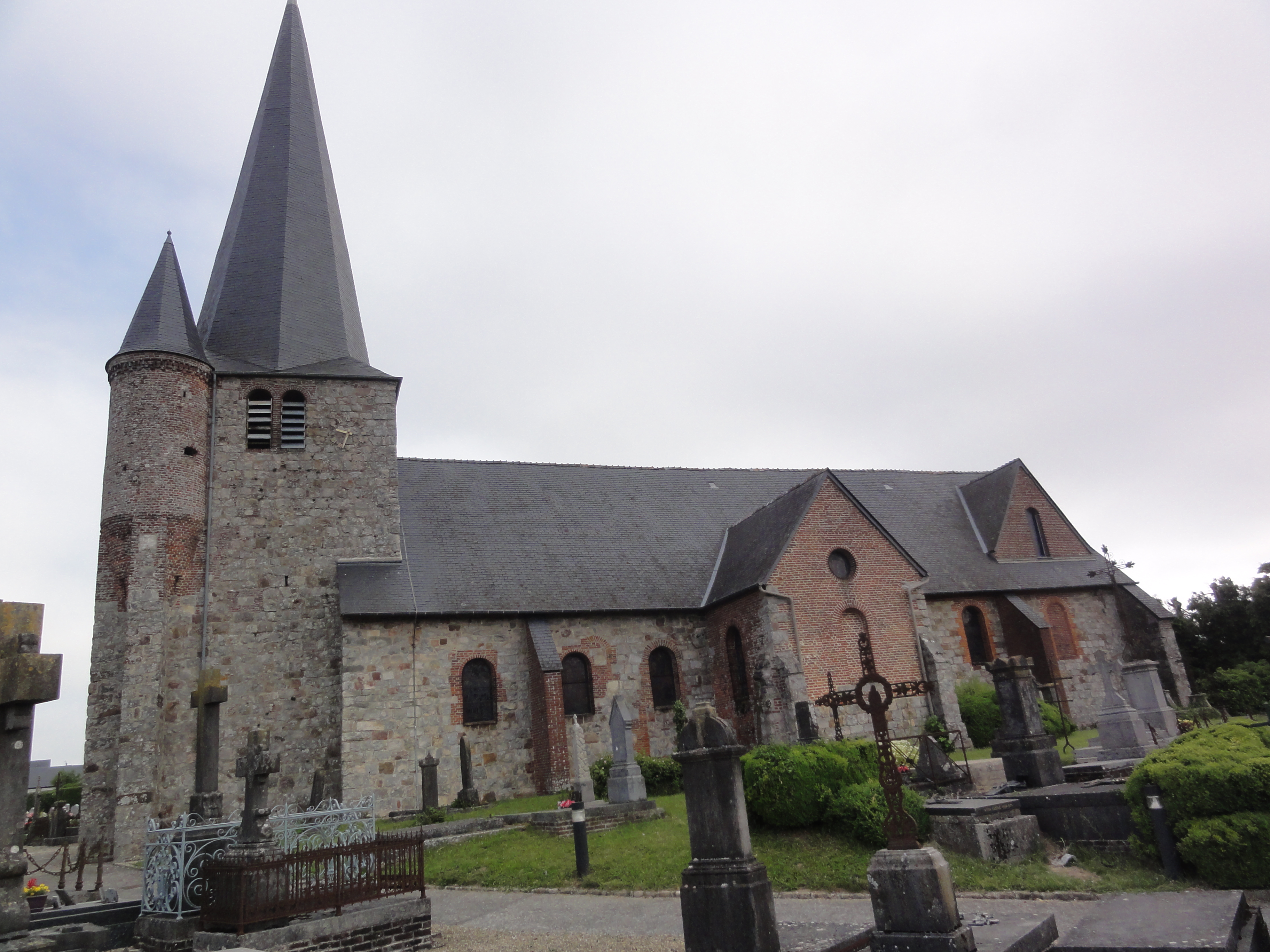
L'église Saint-Martin.
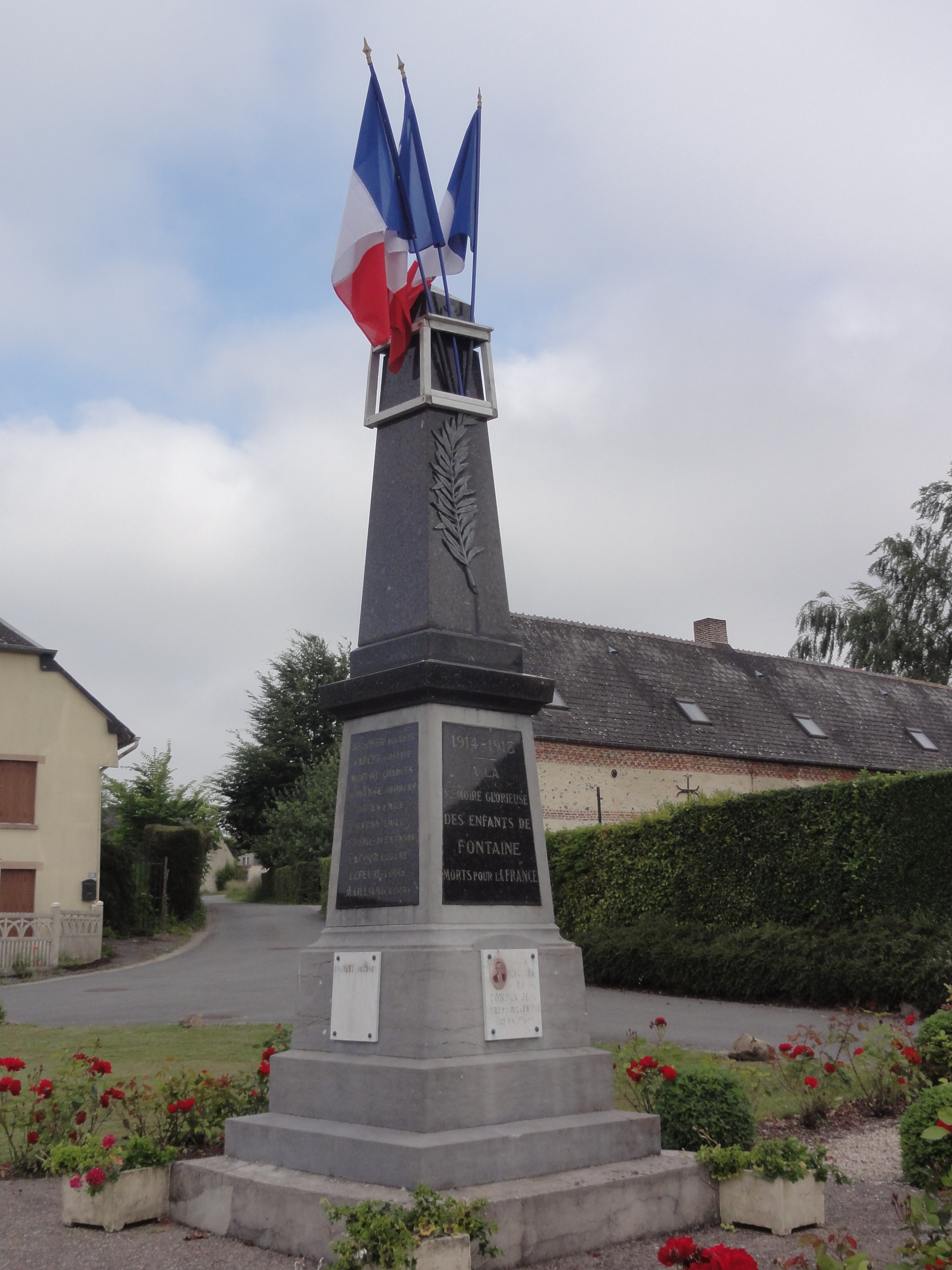
Monument aux morts.
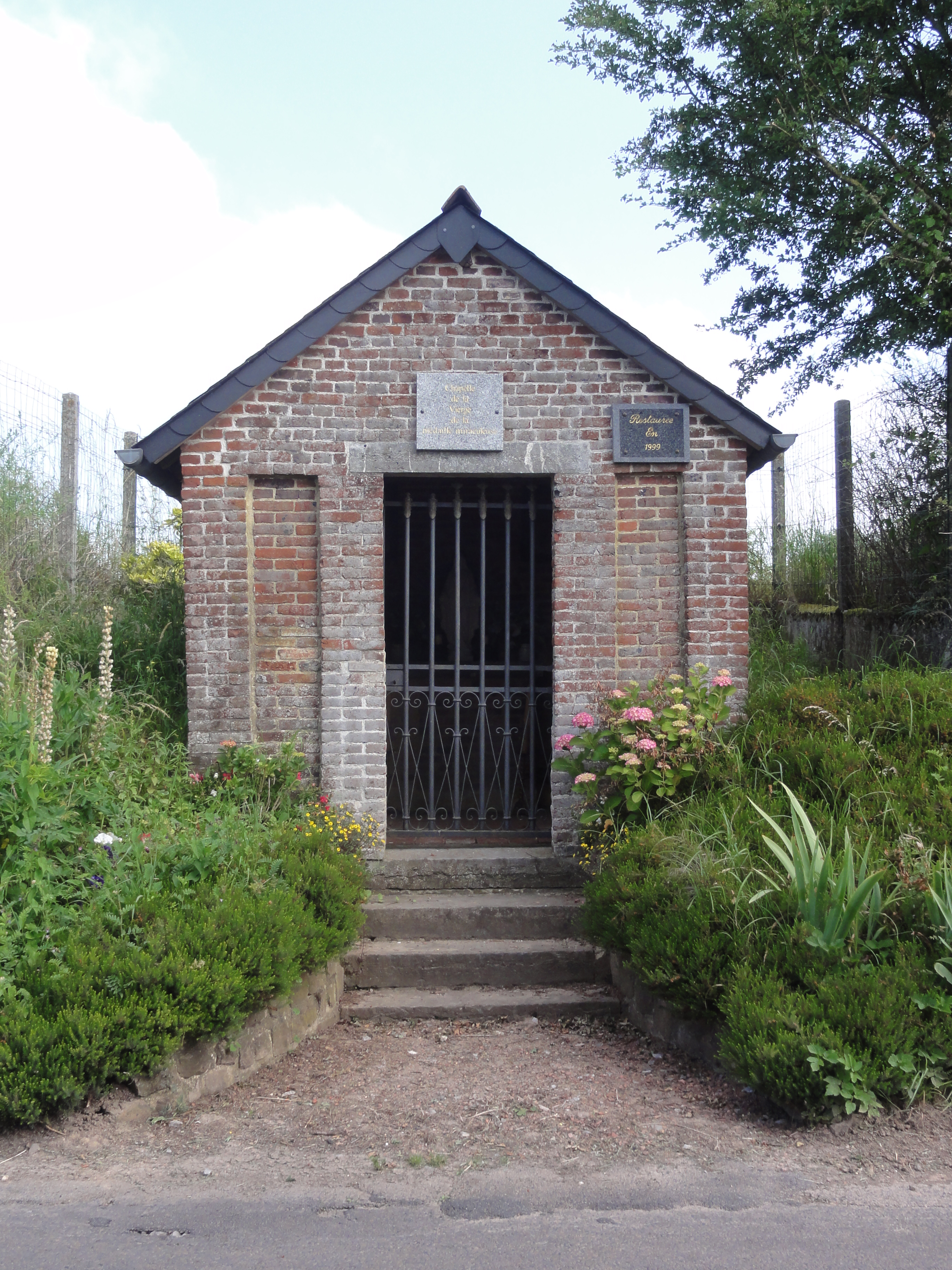
Oratoire à Cambron.

## Personnalités liées à la commune
Les seigneurs de Cambron :
- 1651 : Adrien de Monjot, seigneur de Gercy, épouse le 29 avril 1642 Anne d'Ivory ;
- 1680 : Philippe-François de Monjot, écuyer, seigneur de Cambron, épouse dame Marie Robin dont Marie-Anne épouse à Saint-Pierre le 22 avril 1702 Gabriel Dominique de La Simonne, seigneur de Saint-Pierre, sa seconde épouse ;
- 1719 : Louis Joseph Dieudonné de Monjot, ancien capitaine des dragons décédé en 1775 ;
- 1739 : Martin Allard, écuyer du prince de Soubise, épouse Marie Thérèse de Monjot.

## Pour approfondir